# Брилліант Григорій Давидович
Брилліант Григорій Давидович (23 травня 1897, Вінниця — 20 листопада 1950) — лікар, директор Вінницького державного медичного інституту (1935—1937).

## Життєпис
Григорій Давидович Брилліант народився в сім'ї службовців. За національністю — єврей.
У 1922 р. закінчив Київський медичний інститут. Працював головним лікарем Київської міської клінічної лікарні імені Жовтневої Революції.
У 1930—1932 рр. працював завідувачем міського відділу охорони здоров'я Києва, а з 1932 р. по 1935 р. — завідувачем Вінницького обласного відділу охорони здоров'я.
У 1935 р. Г. Д. Брилліанта було призначено на посаду директора Вінницького державного медичного інституту. За час його перебування на посаді були збудовані морфологічний корпус, студентський гуртожиток, будинок для професорсько-викладацького складу, терапевтичне відділення обласної лікарні ім. М. І. Пирогова.
27 липня 1937 р. Г. Д. Брилліант, за сфабрикованою справою, був звинувачений у приналежності до антирадянської троцькістської терористичної організації і арештований. Григорій Давидович, під впливом тортур та погроз застосування репресій до членів сім'ї, був змушений обмовити себе та визнати свою провину. Він був звинувачений за ст. 54–7, 20–54–8, 54–11, КК УРСР і за вироком Верховного суду СРСР 16 жовтня 1937 р. засуджений на 20 років виправно-трудових робіт з позбавленням громадянських прав на 5 років і з конфіскацією всього особистого майна.
27 грудня 1937 р., за зв'язок з «ворогом народу», було засуджено на 5 років до адміністративної висилки в Казахстан, дружину Григорія Давидовича — Міну Натанівну Рутберг-Брилліант. До арешту вона працювала асистентом очної клініки Вінницького медичного інституту і за сумісництвом — лікарем робітничої поліклініки. Реабілітована 11 липня 1957 р..
Г. Д. Брилліант відбував покарання у Норильському таборі, куди прибув 15 серпня 1939 р. із Соловків. Працював завідувачем медпункту шахти «Надежда». За бездоганну роботу й високі виробничі показники рішенням Особливої Наради при НКВС СРСР строк відбування покарання був зменшений на 2 роки та 6 місяців. 2 грудня 1948 р. Г. Д. Брилліанта було переведено до Олександрівської в'язниці МДБ СРСР.
Помер Г. Д. Брилліант 21 листопада 1950 р. в тюремній лікарні внаслідок гострої серцевої недостатності. Реабілітований 23 січня 1958 року.